# Le ragazze non hanno paura
Le ragazze non hanno paura è un libro del 2018, romanzo d'esordio dello sceneggiatore e scrittore Alessandro Q. Ferrari.

## Trama
Mario Brivio è un ragazzino di tredici anni dal carattere chiuso e insicuro che vive a Milano in Lombardia. A scuola Mario è chiuso e spesso preso di mira dal bullo Bistecca e dai suoi compagni di classe e a casa vive con la madre Rubina, costantemente preoccupata e ansiosa dalla scomparsa della figlia maggiore Eva qualche anno prima dopo essere uscita di casa di nascosto.
Per le vacanze Mario viene mandato dalla zia in Piemonte, nel paese di Castelnero; qui fa la conoscenza con i vicini di casa, gli Zorn, in particolare con la loro figlia Talita detta Tata, una ragazza poco più grande di lui dal carattere forte e risoluto a capo di una banda di sole ragazze. Nonostante l'iniziale diffidenza e scetticismo da parte di Tata, lei e Mario finiscono per stringere amicizia; nei giorni seguenti i due legano con Laura Bianco (soprannominata Inca), mentre si inimicano con Angela, un'ex amica di Tata cacciata malamente dalla ragazza dal gruppo.
Una sera i tre fanno la conoscenza con Giorgia Mainas detta Nas, cugina di Angela e figlia di alcuni giostrai, la quale viene convinta da Angela ad aiutarla ad assaltare il gruppo per vendicarsi di Tata; il colpo fallisce e Giorgia viene accettata come membro della banda dopo essere stata lasciata indietro dalla cugina.
Dopo uno scontro con la nuova banda di Angela accade una tragedia: durante la fuga dalle cosiddette "Ciminiere" Laura (Inca) salva la vita ai suoi compagni, cadendo in un burrone.
Passano i mesi, e i tre rimanenti membri della banda ricevono una lettera dall'Inferno, da parte di Inca. Ogni lettera contiene delle informazioni per raggiungere l'ingresso all'Inferno, per andarla a liberare. Il passaggio però sarà aperto solo il giorno di Capodanno.
Tutti e tre (insieme ad Angela, ora loro alleata) riescono ad arrivare a Castelnero per le vacanze, ma quando raggiungono il bosco vengono attaccati da un gruppo di ragazzi, tra cui Malerba, fidanzato della sorella di Tata. Nel frattempo Jo e Angela spiegano a Mario che Laura e Tata avevano una relazione. Alla fine del libro Mario pensa che sia stata Tata a scrivere le lettere di Inca ma non ha mai avuto il coraggio di chiedere a Tata se le sua ipotesi fosse corretta.